# 林泰曾
林泰曾（1851年—1894年），字凱仕，福建侯官縣（今福州市區）人。清代北洋水師高級將領，為左翼總兵兼鎮遠艦管帶。1894年中日黃海海戰後，鎮遠號入港時觸礁受損，林泰曾自認失職後服鴉片自殺。

## 生平

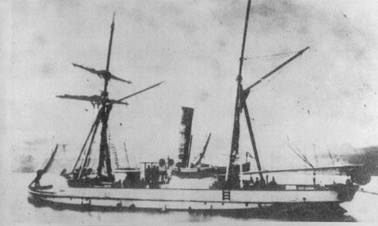
飛霆號砲艇

林泰曾之祖父與林則徐為兄弟，沈葆楨是他的遠房姑丈。林泰曾父母早亡，1867年考入福建船政學堂，入后学堂习驾驶。1871年畢業，上建威號練習船遊歷各地，1874年任建威號大副。次年隨福建船政學堂總教習日意格赴歐遊歷，1875年5月至1876年4月就讀於高士堡學堂（一所英國海軍軍官預校，校友包括日軍名將東鄉平八郎）。1877年清廷選派中國第一屆留英海軍學生十二人，因外國學生進入格林威治皇家海軍學院就讀須先通過入學試，包括林泰曾、劉步蟾等三人不參加考試不能入學，林在英國海軍四艘不同種類軍艦上實習，另三人沒有通過入學試，僅六人通過考試並從海軍學院畢業。他1879年回中國，升任游擊，不久沈葆楨命他任南洋水師的飛霆號砲艇管帶。

## 北洋水師

林泰曾畫像

1880年調入北洋水師，先任鎮西號砲艇管帶。之後赴英國接超勇、揚威號，回國後任超勇管帶。1886年改任鎮遠號管帶。1888年北洋海軍成軍，林泰曾為左翼總兵，加提督銜。

## 黃海海戰
1894年7月25日的豐島海戰之前，林泰曾請求「開缺」（相當於辭職），被李鴻章拒絕。
黃海海戰中林泰任鎮遠艦管帶，與日本聯合艦隊作戰。鎮遠及旗艦定遠為北洋艦隊之主力，在戰事中為日軍圍攻。鎮遠雖中彈極多並曾一度起火，但仍沉著應戰而未曾退避。據馬吉芬回憶，林泰曾在海戰時躲在指揮塔裡祈禱，鎮遠每一次中彈，林就像狗一樣嚎叫。李鴻章戰後的奏摺也說林泰曾膽小。
黃海海戰後北洋艦隊不再輕出。鎮遠號於12月17日從旅順撤入威海時觸礁，船身裂痕餘三丈，雖經緊急修補未有下沉危險，但已不能高速航行；而艦隊船塢所在之旅順已為日軍所攻陷，因此亦不可能再修复作戰，北洋艦隊實力大減。林泰曾自認失職，於19日清晨服鴉片自殺。